# Pierrejean Gaucher

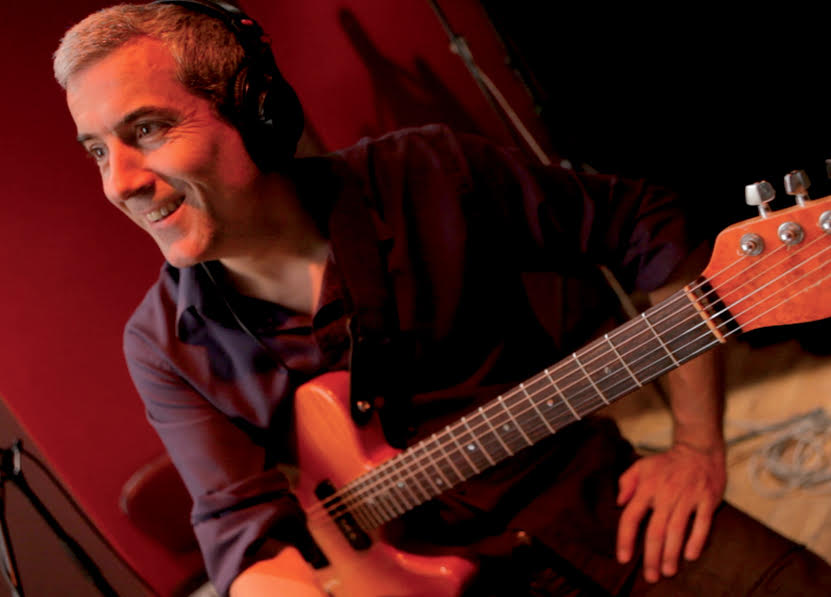
Pierrejean Gaucher, 2012

Pierrejean Gaucher (* 17. Dezember 1958 in Boulogne-Billancourt) ist ein französischer Jazzgitarrist und -komponist, der vor allem im Fusionbereich bekannt wurde.

## Leben und Wirken
Gaucher, der sich zunächst für bildende Kunst interessiert, begann erst mit 16 Jahren mit dem Gitarrespiel. Nach Erreichung der Hochschulreife entschied er sich für eine Karriere als Musiker. Er gründete eine eigene Fusionband Abus Dangereux, deren Erstling (Quatrieme mouvement) 1979 erschien. 1981 verbrachte er auf der Berklee School of Music, um dann nach Frankreich zurückzukehren und wieder mit seiner Gruppe aufzutreten. Die Band verkürzte 1986 ihren Namen auf Abus, veröffentlichte insgesamt acht Alben und gab mehr als 400 Konzerte in Frankreich und im Ausland. Dabei trat die Band auch mit Randy Brecker, Robert Thomas Jr., Bobby Rangell, Stéphane Belmondo, Olivier Hutman, Étienne M’Bappé und Benoît Moerlen auf.
1992 gründete Gaucher sein New Trio mit Schlagzeuger André Charlier und Bassist Daniel Yvinec, mit dem er zwei von der Kritik hochgelobte Alben veröffentlichte. 1994 entwickelte sich das Trio zu einem Quintett und trat seitdem unter dem Namen Zappe Zappa auf zahlreichen französischen Festivals auf (erste Live-CD 1998). 2000 gründete er auch seine Phileas Band, mit der er aufnahm und auf Tournee ging. Zudem gründete er mit dem Gitarrenkollegen Christophe Godin 2002 das Duo 2G, mit dem er auch Programme spielte, die ihren Ausgangspunkt in den Fabeln von Fontaine hatten. Er ist auch auf Alben anderer Musiker wie Didier Lockwood, Yves Henri oder Christophe Maroye zu hören, teilweise gemeinsam mit der Rhythmusgruppe von Uzeb. Er komponierte weiterhin fürs Theater und schrieb 1987 die Titelmusik für Philippe Adlers Fernsehsendung Jazz 6.
Gaucher ist auch als Gitarrenlehrer erfolgreich; unter anderem lehrte er an der CMDL von Didier Lockwood und der M.A.I. in Nancy. Er veröffentlichte ein Lehrvideo und verfasste mehrere Lehrbücher, eines davon mit Daniel Goyone.

## Diskographische Hinweise
- Abus Jazz 'n' Roll (1986)
- New Trio (1993)
- Zappe Zappa (Live-Album mit Quintett, Siesta Solo Records/musiclip 1998)
- Zappe Zappa Let's Move To Cologne, the City of Tiny Lights: Live in Stollwerck (2002)
- La Fontaine et le Gaucher (2005)
- Melody Makers (2009, mit Cédric Affre und Clément Petit)

## Lexikalischer Eintrag
- Philippe Carles, André Clergeat, Jean-Louis Comolli: Le nouveau dictionnaire du jazz. R. Laffont: Paris 2011